# Orleans
|  | Per a altres significats, vegeu «Orleans (desambiguació)». |

Orleans (en francès Orléans) és un municipi francès situat al departament de Loiret i a la regió de Centre - Vall del Loira. L'any 1999 tenia 113.126 habitants. Joana d'Arc és anomenada a vegades «la donzella d'Orleans».

## Història
Cènabum va ser una fortalesa gal·la, una de les principals ciutats de la tribu dels carnuts, on es realitzava la reunió anual dels druides. Fou conquerida per Juli Cèsar el 52 aC. Civitas Aureliani, 'la ciutat d'Aurelià' va ser fundada durant l'Imperi Romà. El 451, Àtila va intentar prendre-la i saquejar-la, però va ser refusat per l'arribada a l'últim moment d'un exèrcit sota el comandament conjunt de Teodoric II, rei dels visigots, i el general romà Aeci.
Orleans va ser el més lluny que van arribar els anglesos quan van intentar envair França durant la Guerra dels Cent Anys.

## Economia
Orleans està equipada des de l'any 2000 amb una primera línia de tramvia orientada de nord a sud i, des de 2012, d'una segona línia d'11 km de llarg, entre Saint-Jean-de-Braye i La Chapelle-Saint-Mesmin.
Les indústries principals de la ciutat són la farmacèutica, la mecànica, l'agroalimentària, l'electrònica i la logística.

## Fills il·lustres
- Michel Woldemar (1750-1816) violinista, compositor i inventor musical.
- Anatole Loquin (1834-1903) compositor i musicògraf.
- Laurent François-Anatole de Rillé (1828-[...?]), compositor musical.